# Carlo Zinelli
Carlo Zinelli, dit Carlo, né le 2 juillet 1916 à San Giovanni Lupatoto – mort le 27 janvier 1974 à Vérone, est un peintre italien.
Il élabora son œuvre, riche de quelque 2 000 peintures, les 15 dernières années de sa vie, interné en hôpital psychiatrique pour schizophrénie. Il est ainsi reconnu comme une figure importante de l’Art brut.

## Biographie

### Enfance
Carlo Zinelli est né le 2 juillet 1916 à San Giovanni Lupatoto (province de Vérone). Son père est menuisier. Sa mère meurt deux ans après la naissance de Carlo, sixième enfant d’une fratrie de sept.
Dès l’âge de neuf ans, il quitte son village pour aller travailler dans les champs aux services d’une famille apparentée à la sienne.

### Jeunesse et la guerre
En 1934, il s’installe à Vérone, où il travaille à l’abattoir municipal, et se passionne pour le dessin et la musique.
Incorporé dans l'armée italienne, il est enrôlé dans un bataillon de chasseurs alpins en 1938 (bataillon de Trente) puis part comme volontaire à la guerre d’Espagne le 9 mars 1939 en bateau, la guerre étant officiellement terminée le 1er avril, il ne reste qu'une quinzaine de jours en Espagne. Il reste deux ans en convalescence avant d’être réformé fin 1941, suite à de nombreuses insubordinations et de nombreux séjours à l'hôpital militaire.

### Internement et la peinture
De 1941 à 1947, Carlo Zinelli alterne des périodes de travail et de lucidité avec des crises d’agressivité et d’angoisse qui le mènent périodiquement en hôpital psychiatrique, où il subit des électrochocs et des traitements à l’insuline. Mais, à partir du 9 avril 1947, il est définitivement interné pour schizophrénie paranoïde. Carlo va alors s’enfoncer dans un isolement où son langage même deviendra incompréhensible pour l’extérieur.
Pendant des années, sa créativité se borne à des dessins sur le sol et des graffitis sur les murs, bien qu’une « école de peinture » existe au sein de l’hôpital, mais dispensant des cours d’apprentissage classique de l’art. Ce n’est qu’en 1957 que l’occasion lui est réellement donnée de s’exprimer et de développer son talent, à travers l’ouverture dans l’hôpital d’un atelier d’expression libre initié par le sculpteur Michael Noble et le professeur Mario Marini.

### Le peintre
À partir de là, avec une vingtaine d’autres patients, Carlo Zinelli passe près de huit heures tous les jours à peindre. Il trouve ainsi une voie de sociabilité qu’il avait perdue, au sein de l’hôpital tout d’abord, sa violence et son agressivité disparaissant, mais aussi vers l’extérieur puisque, chaque mois, Noble propose aux patients des séjours dans sa villa où ils peuvent peindre et sculpter, mais également faire des excursions…
Des expositions des œuvres faites à l’atelier sont organisées, dès 1957 dans une galerie de Vérone, puis à Milan et Rome. Carlo sera même le seul peintre italien présent à l’exposition Insania pigens à la Kunsthalle de Berne (1963). Peu de temps après, Jean Dubuffet découvre ses œuvres et en acquiert un nombre important, qu’il inclut dans sa collection (alors Compagnie de l’Art brut, aujourd’hui Collection de l'art brut).
En 1966, Vittorio Andreoli reprend la direction de l’atelier (en fait, il connaît Carlo depuis 1959), et ne cessera dès lors d’œuvrer à la présentation et à la reconnaissance du travail de Carlo.
À partir de 1969, sa production ralentit, à la suite de son transfert au nouveau siège de l’hôpital, mais il peint jusqu’en 1973, avant de mourir d’une pneumonie le 27 janvier 1974 à l’hôpital de Chievo, à Vérone.
En 1967 il est inclus dans la l'exposition d'Harald Szeeman, Bildnerei der Geisteskranken – Art Brut – Insania pingens à la Kunsthalle de Bern. En 1992, la première rétrospective de Carlo Zinelli eut lieu au Museo di Castelvecchio de Vérone. En France, c’est en 2003-2004 que fut organisée une rétrospective (qui a donné lieu à un catalogue) au musée de l’Abbaye Sainte-Croix (Les Sables-d'Olonne), au musée des arts modestes(Sète) et au musée d'Art moderne Lille Métropole.

## Œuvre
Les peintures de Carlo Zinelli sont reconnaissables par leurs silhouettes humaines ou animales percées de trous ou d’étoiles se détachant sur un fond uni.
Elles font penser aux dessins d’enfants par leur apparente naïveté, les perspectives et les détails. Les spécialistes en psychiatrie ne manquent pas d’y relever nombre d’éléments qu’ils estiment propres à la schizophrénie. Il existe un lien de parenté de ses peintures avec les dessins rupestres préhistoriques et au-delà avec les représentations chamaniques de peuples traditionnels. Elles peuvent même aller parfois jusqu’à l’abstraction ; et on peut aussi les voir comme une tentative de retranscrire un langage « musical » sur le plan pictural.
On note dans certaines peintures la présence d’inscriptions, plus proches d’onomatopées ou de cris, mais qui peuvent aller jusqu’à remplir en grande partie l’espace de la feuille. Les figures occupent une place primordiale. Souvent désordonnées, elles sont parfois organisées en alignements et répétitions, avec une ou des figures centrales de grande taille entourées d’autres plus petites.
Les sujets de prédilection de Carlo Zinelli tournent autour de la nature,  les bateaux, les personnages, les femmes à sac et les oiseaux ou les chevaux qu'il amoncelle sur l'entier du papier sans aucune hiérarchie. Les figures humaines sont omniprésentes, la plupart du temps représentées de profil avec de grands yeux ronds, silhouettes qui se détachent souvent de fonds colorés en à plat. On trouve des allusions sexuelles, que ce soit de manière explicite ou sous forme de symboles, qui en arrivent à se mêler à des thèmes religieux. Des accessoires divers apparaissent çà et là : armes, objets usuels ronds ou pointus, vêtements, instruments de musique, véhicules, etc. (avec une préférence pour la barque).
Son œuvre, comme sa vie, s’organise autour du chiffre quatre — il tourne quatre fois la clé dans la serrure, répète le même mot quatre fois et le corps de ses personnages est régulièrement transpercé par quatre trous. Dérouté par son transfert à l’hôpital Marzana en 1971, il ne peint plus qu’exceptionnellement.

## Expositions personnelles (sélection)
- 2020: Carlo Zinelli, recto-verso , collection de l'art brut, Lausanne[13],[14]
- 2019: Visione continua, Fondazione Cariverona, Verona[15],[16]
- 2019: Il tempo del Finemondo: Carlo Zinelli e Mario Marini, un artista e il suo dottore, D406 Arte Contemporanea, Modena
- 2019: Visione Continua, Palazzo Te, Mantoue[17],[18]
- 2013: Carlo Zinelli, Folk Art Museum, New York[19]
- 2013: La visione veggente della realtà: opere di Carlo Zinelli, Palazzo Eccheli-Baisi, Brentonico[20]
- 2004 Carlo Zinelli, Musée International des arts modestes, MIAM, Sète
- 1993: Carlo Zinelli, Phyllis Kind Gallery, New York[21]

## Expositions collectives (sélection)
- 2025: Art Brut. Dans l’intimité d’une collection. Donation Decharme au Centre Pompidou, Grand Palais, Paris[22],[23]
- 2025 A Walk on the Wild Side: Artworks from the Collection de l’Art Brut and Elsewhere, Power Station of Art, Shangai, "[24]
- 2025 25 ans de plaisir. Galerie du Marché, Lausanne, 2025[25]
- 2024: Epopées Célestes,  Villa Medici , Venise[26],'
- 2022: Art brut. Un dialogue singulier avec la Collection Würth. Museum Würth, Erstein[27]
- 2020: Memory Palaces: Inside the Collection of Audrey B. Heckler, American Folk Art Museum, New York[28],[29]
- 2019 Proches et lointains : Giacometti, Noble, Zinelli,  Lille Métropole Musée d'Art moderne, d'Art contemporain et d'Art brut, Villeneuve d'Ascq
- 2015: Brut de Brut. Galerie du marché, Lausanne[30]
- 2015 Elévation, hommage des collectionneur Bruno Decharme & Antoine de Galbert à Joseph Ferdinand Cheval. Palais idéal du facteur Cheval, Hauterives[31],[32]
- 2015: Art Brut. Collection abcd / Bruno Decharme. La Maison Rouge, Paris)[33]
- 2011: Amicalement brut, collection Eternod-Mermod. LAM Lille Métropole Musée d'Art moderne, d'Art contemporain et d'Art brut, Villeneuve d'Ascq[34]
- 2011 Caboches. Galerie du marché, Lausanne[35]
- 2002: abcd, a collection of art brut. High Museum of Art, Atlanta, Georgia
- 2001: abcd, a collection of art brut. American Folk Art Museum, New York, USA[36]
- 1997:  Collection Eternod-Mermod. Musée de la Création Franche, Bègles, 1997[37]
- 1992: Parallel Visions, Los Angeles County Museum, Los Angeles[38],
- 1986: Dubuffet & Art Brut, Peggy Guggenheim Collection, Venise[39]

## Monographies
- Carlo Zinelli recto verso, Anic Zanzi, éditions 5 continents, 2020,  anglais français, 192 pages
- Carlo Zinelli, Florence Milloud Henriques, éditions Ides et Calendes, Lausanne, 2019, 128 pages
- Carlo Zinelli, Catalogue des expositions des Sables d’Olonne, Sète & Villeneuve d’Ascq, collectif, 2003, 200 pages
- Carlo Zinelli. Catalogo generale, (catalogue raisonné) V. Andreoli, S. Marinelli, Marsilio, 2002, 692 pages
- Carlo Zinelli, Visiones continua (continuous Vision), Lauca Massimo Barbero, Coraini Edizioni (anglais et italien) 2019, 120 pages

## Sources
1. ↑  Tirée du catalogue d’exposition Carlo Zinelli, Somogy, Paris, 2003.
2. ↑  « Carlo Zinelli », sur abcd-artbrut.net (consulté le 15 août 2025)
3. ↑  Florence Milloud Henriques, Carlo Zinelli, Lausanne, Ides et Calendes, 128 p., p. 113 et 114.
4. ↑  « Carlo Zinelli », sur abcd-artbrut.net (consulté le 31 août 2025)
5. ↑  (en) C. Tansella, « The seminal work of Carlo Zinelli », sur National library of medicine
6. ↑  Florence Milloud-Henriques, « Carlo Zinelli, une odyssée sans limites », 24HEURES,‎ 9 octobre 2019
7. ↑  « L’esperienza dell’arte », sur carlozinelli.it (consulté le 13 août 2025)
8. ↑  (it) Andrea Contin, « CARLO ZINELLI, CHE PARTÌ SOLDATO, TORNÒ MATTO E DIVENNE ARTISTA », sur Cultweek (consulté le 15 août 2025)
9. ↑  « Carlo Zinelli, exposition », sur musée international des arts modestes (consulté le 15 août 2025)
10. ↑  Inspiré de La Publication de la Compagnie de l’Art brut no 6, Lausanne, 1966 et de Carlo Zinelli, op. cité.
11. ↑  « Carlo Zinelli, l'un des pères de l'art brut exposé à Lausanne », sur rts.ch (consulté le 15 août 2025)
12. ↑  « Carlo Zinelli », sur abcd-artbrut (consulté le 15 août 2025)
13. ↑  « CARLO ZINELLI, RECTO VERSO - DU 19 SEPTEMBRE 2019 AU 2 FÉVRIER 2020 », sur collection de l'art brut (consulté le 15 août 2025)
14. ↑  « Carlo Zinelli, l'un des pères de l'art brut exposé à Lausanne », sur RTS (consulté le 15 août 2025)
15. ↑  (it) « CARLO ZINELLI. VISIONE CONTINUA », sur .fondazionecariverona.org
16. ↑  (it) « Carlo Zinelli, maestro di Art Brut », sur giornalesentire.it (consulté le 15 août 2025)
17. ↑  (it) « CARLO ZINELLI: PUBLIC PROGRAM », sur centropalazzote.it (consulté le 15 août 2025)
18. ↑  (it) « Visione Continua. L’Art Brut di Carlo Zinelli in mostra a Mantova », sur ArtribuneArtribune (consulté le 15 août 2025)
19. ↑  « La visione veggente della realtà: opere di Carlo Zinelli (1960-1972) » , sur folk art museum, ny (consulté le 15 août 2025)
20. ↑  (it) « La visione veggente della realtà: opere di Carlo Zinelli (1960-1972) », sur museostorico.it (consulté le 15 août 2025)
21. ↑  (it) « Carlo Zinelli », sur Gionarle Sentire
22. ↑  « Art brut. Dans l'intimité d'une collection La donation Decharme au Centre Pompidou », sur centre pompidou (consulté le 15 août 2025)
23. ↑  « Art Brut Expositions Dans l’intimité d’une collection. Donation Decharme au Centre Pompidou 20 juin - 21 septembre 2025 », sur grandpalais.fr (consulté le 13 août 2025)
24. ↑  (en) « A Walk on the Wild Side: * Artworks from the Collection de l'Art Brut and Elsewhere », sur https://www.powerstationofart.com, 10 juillet 2025 (consulté le 12 juillet 2025)
25. ↑  « 25 ans de plaisir », sur galeriedumarche.ch, 30 juillet 2025
26. ↑  « ÉPOPÉES CÉLESTES Art Brut dans la collection Decharme 01.03 - 19.05.2024 », sur villamedici.it (consulté le 31 juillet 2025)
27. ↑  « ART BRUT. UN DIALOGUE SINGULIER AVEC LA COLLECTION WÜRTH », sur musee-wurth.fr (consulté le 15 août 2025)
28. ↑  (en) « Memory Palaces: Inside the Collection of Audrey B. Heckler September 17, 2019–January 26, 2020 » , sur Folk Art Museum (consulté le 15 août 2025)
29. ↑  « The American Folk Art Museum Just Landed One of the Most Important Collections of Self-Taught Art in Private Hands—See It Here », sur Artnet.com (consulté le 15 août 2025)
30. ↑  « Brut de Brut », sur galeriedumarche.ch, 24 juillet 2025
31. ↑  « EXPOSITION TEMPORAIRE Exposition Elevations ÉLÉVATIONS », sur facteur cheval.com (consulté le 15 août 2025)
32. ↑  « Élévations. Hommage à Joseph Ferdinand Cheval collections Bruno Decharme et Antoine de Galbert », sur Fondation Antoine de Galbert (consulté le 15 août 2025)
33. ↑  « BRUNO DECHARMEART BRUT / COLLECTION ABCDdu 18 octobre 2014 au 18 janvier 2015 » (consulté le 30 juillet 2025)
34. ↑  « Amicalement brut », sur www.musee-lam.fr (consulté le 15 août 2025)
35. ↑  « "Caboches" », sur galeriedumarche.ch, 24 juillet 2025
36. ↑  « BCD: A Collection of Art Brut January 20–September 2, 2001 », sur folkartmuseum.org/
37. ↑  « Couverture du catalogue La collection Philippe Eternod – Jean-David Mermod 5 avril – 27 juillet 1997 », sur musee-creationfranche.com, 1er juin 2025
38. ↑  (en) Tessa Decarlo T, « THE OUTSIDERS : With Its Exhibit ‘Parallel Visions,’ the County Museum Validates a Controversial Genre--the Art of the Insane », Los Angeles Time,‎ 11 octobre 1992 (lire en ligne)
39. ↑  « EXHIBITION 16 November 1986 16 March 1987 Jean Dubuffet & Art Brut », sur guggenheim-venice.it (consulté le 15 août 2025)

### Lieux d’exposition permanents
- Collection de l'art brut, Lausanne.
- Musée d'Art moderne Lille Métropole, Villeneuve-d'Ascq.
- Fondazione Culturale Carlo Zinelli, San Giovanni Lupatoto.

#### Catalogue raisonné
- (it) Andreoli V. et Marinelli S., Carlo Zinelli. Catalogo generale, Marsilio, Venise, 2002.

#### Monographies
- Carlo Zinelli,  Florence Millioud Henriques. Ides et Calendes, Lausanne, 2019
- Collectif, Carlo Zinelli, Somogy Éditions d’art, Paris, 2003.
- (it) Collectif, Carlo : Tempere, Collages, Sculpture, 1957-1974, Museo di Castelvecchio, Vérone, 1992.

#### Chapitres entiers consacrés à Carlo
- V Andreoli, C Trabucchi et A Pasa, Carlo, Publication de la Compagnie de l’Art brut no 6, Lausanne, 1966.
- Vittorio Andreoli, Les dernières années de Carlo, Les Fascicules de l'Art brut no 11, Collection de l'art brut, Lausanne, 1982.
- A Zinelli, Carlo, Musée de la Création Franche, Bègles, 2002.
- Écrits d’Art Brut. Graphomanes extravagants, Lucienne Peiry, Paris, Le Seuil, 2020.   (ISBN 978-2-02-144768-2)

#### Article
- (en) Maria Azzola Inaudi, Raw Vision no 29, 1998.

### Vidéographie
- (en) Сергей К., « Chapitre Carlo Zinelli, dans le reportage Turning The Art World Inside Out (HD, eng/ru subs) »,‎ 23 novembre 2014 (consulté le 18 janvier 2025)

#### Ouvrages où est cité Carlo (sélection)
- C Trabucchi, Art et Folie, catalogue d’exposition, Paris, 1966.
- Michel Thévoz,  L’Art brut, Skira, Genève, 1975.
- Art brut, Collection de l’Aracine, Catalogue d’exposition, Musée d'Art moderne Lille Métropole, 1997.
- La Foule, Catalogue d’exposition, Collection de l'art brut, Lausanne, 2002.